# Nornalupia impuncta
Nornalupia impuncta – gatunek chrząszcza z rodziny biegaczowatych i podrodziny Harpalinae. Endemit Australii Zachodniej.

## Taksonomia
Gatunek ten opisany został po raz pierwszy w 2007 roku przez Borisa Katajewa. Jako miejsce typowe wskazano szczyt Toolbrunup w Parku Narodowym Stirling Range w Australii. Epitet gatunkowy oznacza po łacinie „niepunktowana” i odnosi się do braku punktowania na głowie i dysku przedplecza.
N. megacephala i N. impuncta to gatunki siostrzane i wikarianckie.

## Morfologia
Samce osiągają 8,2 mm długości i 3,2 mm szerokości, samice zaś od 8 do 8,4 mm długości i od 3,1 do 3,3 mm długości ciała. Kształt ciała jest wydłużony, wysklepiony. Ubarwienie jest ciemnobrązowe do niemal czarnego z rudobrązowymi wargą górną oraz krawędziami przedplecza i pokryw, a brązowymi: czułkami, głaszczkami i odnóżami. Wierzch ciała jest lśniący, ale bez połysku metalicznego.
Głowa jest bardzo duża, dłuższa od przedplecza, tylko niewiele węższa od niego i niemal tak samo wysoka jak ono. Powierzchnia głowy pozbawiona jest punktowania, natomiast na czole i ciemieniu obecne jest bardzo delikatne, mniej lub bardziej izodiametryczne mikrosiateczkowanie. Oczy są bardzo małe i płaskie, nieco mniejsze niż u N. megacephala.
Przedplecze jest od 1,35 do 1,41 raza szersze niż dłuższe. Brzegi boczne są na przedzie zaokrąglone, a dalej faliście zbieżne ku tyłowi. Kąty tylne są lekko rozwarte i bardzo wąsko na szczytach zaokrąglone. Grube punktowanie obecne jest tylko w części nasadowej przedplecza, delikatniejsze punkty bywają także obecne na krawędzi przedniej i w bruzdach bocznych, natomiast dysk jest niepunktowany. Na mikrorzeźbę przedplecza składa się bardzo delikatna, poprzeczna siateczka. Pokrywy są podługowato-owalne, o wydatnych, zaostrzonych, czasem zaopatrzonych w ząbek kątach barkowych. Trzeci międzyrząd ma pojedynczy chetopor za środkiem długości.  Mikrorzeźba pokryw ma postać bardzo delikatnej, poprzecznej siateczki. Odnóża są smukłe, u samców z lekko rozszerzonymi stopami pary przedniej i środkowej. Golenie przedniej pary zwieńczone są trzema kolcami i lancetowatą ostrogą.
Genitalia samca mają środkowy płat edeagusa łukowaty, na szczycie zakrzywiony ku górze i w prawo, dłuższą niż szerszą i niesymetryczną blaszkę końcową o niemal równoległobocznym wierzchołku oraz woreczek wewnętrzny z małymi, mniejszymi niż u N. megacephala kolcami ułożonymi w krótszy niż u N. megacephala łańcuszek.

## Ekologia i występowanie
Owad endemiczny dla Australii, znany tylko z południowo-zachodniej części Australii Zachodniej, ograniczony w swym zasięgu do terenów Parku Narodowego Stirling Range. Zasiedla lasy i zadrzewienia, gdzie bytuje w ściółce pod eukaliptusami, banksjami i Chorilaena. Żeruje prawdopodobnie na nasionach (spermatofagia), do których miażdżenia przystosowaniem jest  duża głowa.